# Pfarrkirche St. Roman

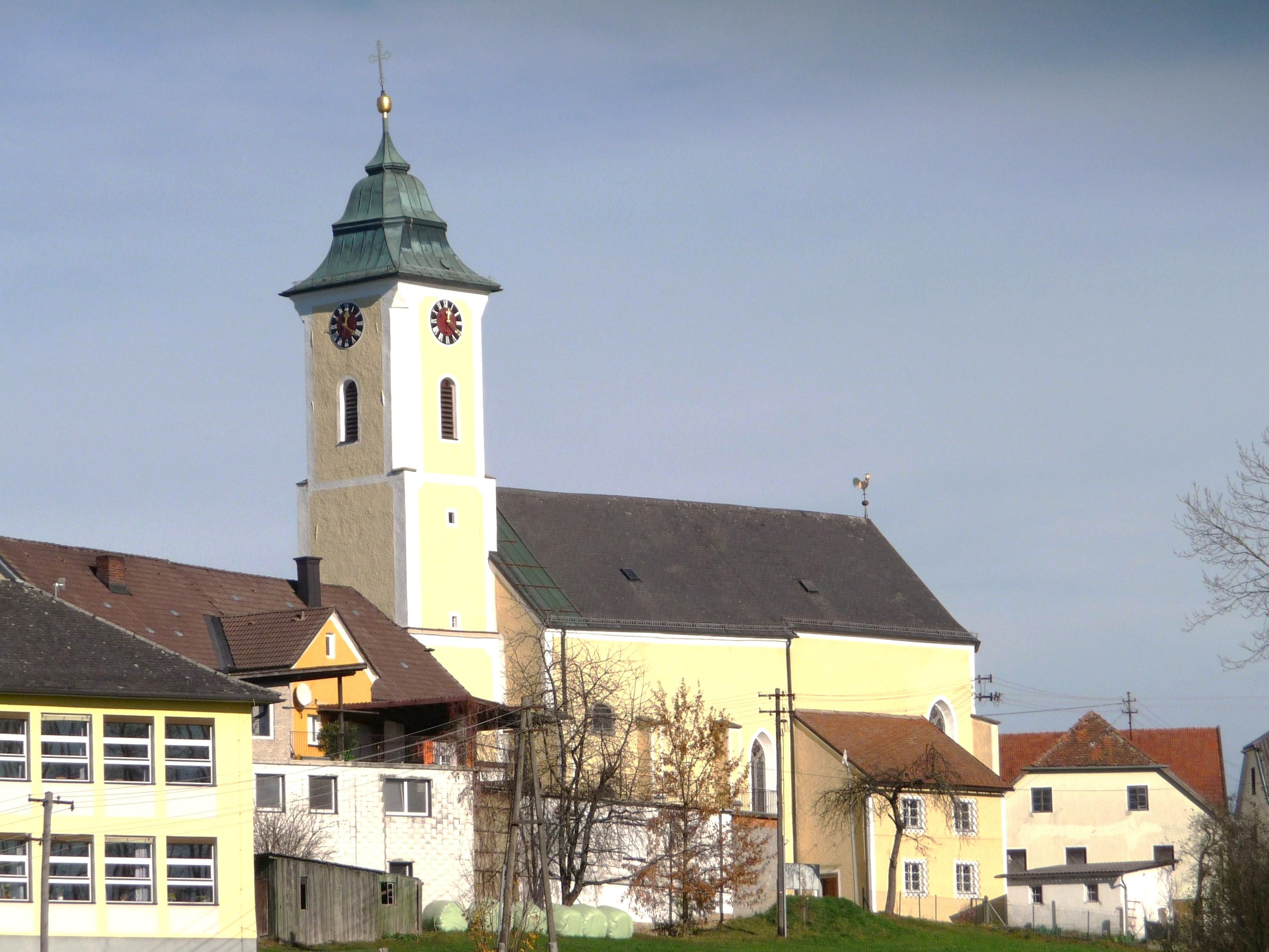
Kath. Pfarrkirche hl. Roman in St. Roman

Die römisch-katholische Pfarrkirche St. Roman mit dem Patrozinium hl. Roman von Rom steht im Ort Altendorf in der Gemeinde St. Roman im Bezirk Schärding in Oberösterreich. Seit dem 1. Jänner 2023 gehört St. Roman als eine von 12 Pfarrteilgemeinden zur Pfarre Schärding der Diözese Linz, das Fest de Kirchenweihe wird am 9. August begangen. Die Kirche steht unter Denkmalschutz.

## Geschichte
Eine Kirche wurde 1433 urkundlich genannt.
Bis 1784 wurde das Gebiet um St. Roman als eine Filiale der Pfarre Münzkirchen geführt. Im genannten Jahr wurde St. Roman im Zuge der josephinischen Reformen als landesfürstliche Patronatspfarre zu einer eigenständigen Pfarre erhoben, die 2023 in der neugeschaffenen Pfarre Schärding aufging.

## Architektur
Der gotische netzrippengewölbte Kirchenbau hat ein einschiffiges dreijochiges Langhaus und einen überhöhten zweijochigen Chor mit einem Fünfachtelschluss. Die dreiachsige rückgeknickte gotische Empore ist kreuzrippenunterwölbt. Der Westturm trägt eine barocke Haube.

## Ausstattung
Die Einrichtung ist neugotisch.